# Regierung Jozef Tiso IV
Die Regierung Jozef Tiso IV, geführt vom Ministerpräsidenten Jozef Tiso, war die erste Regierung des unabhängigen Slowakischen Staates (slowakisch: Slovenský štát, später auch: Slowakische Republik, slowakisch Slovenská republika), der sich auf Druck des Deutschen Reichs von der Tschecho-Slowakischen Republik abspaltete und von 1939 bis 1945 existierte. Sie befand sich vom 14. März 1939 bis 27. Oktober 1939 im Amt und wurde durch die Regierung Vojtech Tuka abgelöst. 

## Regierungsbildung
Die vierte Regierung von Josef Tiso, soweit man auch seine drei Regierungen der autonomen Teilrepublik der Tschecho-Slowakei 1938/1939 zählt, wurde gebildet, nachdem das Parlament der Landtag des "Slowakischen Landes" (slowakisch: Slovenská zeme) am 14. März 1939 die Unabhängigkeit erklärte und das Gesetz 1/1939 Sb. über den selbständigen nunmehr Slowakischen Staat annahm. Chronologisch gesehen folgte die Regierung Josef Tiso IV der letzten Regierung der autonomen Slowakei, der Regierung Karol Sidor (11. März 1939 – 14. März 1939).

## Regierungszusammensetzung
Die Minister befanden sich während der gesamten regulären Amtsperiode im Amt (14. März 1939 – 27. Oktober 1939), wenn nicht anders angegeben.
- Ministerpräsident: Jozef Tiso
- stellvertretender Ministerpräsident: Vojtech Tuka
- Innenminister: 
  - Karol Sidor (ab 15. März 1939 beurlaubt und am 18. April 1939 abgelöst)
  - Jozef Tiso (ab 18. April 1939)
- Außenminister: Ferdinand Ďurčanský
- Verteidigungsminister: Ferdinand Čatloš
- Finanzminister: Mikuláš Pružinský
- Minister für Schulwesen und nationale Aufklärung: Jozef Sivák
- Justizminister: Gejza Fritz
- Wirtschaftsminister: Gejza Medrický
- Minister für Verkehr und Öffentliche Arbeit: Július Stano

### Parteizugehörigkeit
Die führende und einzig zugelassene Partei im Slowakischen Staat war Hlinkova slovenská ľudová strana – Strana slovenskej národnej jednoty, deutsch bekannt als Hlinkas Slowakische Volkspartei,  kurz Hlinka-Partei. Sie fasste einige bisherigen Parteien zusammen, andere (wie die Kommunistische und die Sozialdemokratische Partei sowie deren Organisationen und Vereine) wurden bereits am 9. Oktober 1938, als Slowakei noch eine autonome Teilrepublik der Tschecho-Slowakei war, verboten. Sie hatte den Charakter einer Einheitspartei. Es war die ausschlaggebende Kraft, welche die Abspaltung der Slowakei forcierte.